# Imagining Argentina
Imaginando Argentina es una película española-argentina-británica de Christopher Hampton, protagonizada por Antonio Banderas, Emma Thompson y Rubén Blades. El guion fue escrito por Christopher Hampton sobre una novela de Lawrence Thornton. Estrenada el 4 de septiembre de 2003.

## Sinopsis
El film transcurre en Argentina, en 1977, durante la dictadura militar que se auto denominó Proceso de Reorganización Nacional (1976-1983). La película cuenta la historia de Carlos Rueda (Antonio Banderas), director de un teatro infantil en Buenos Aires, y su esposa Cecilia (Emma Thompson), una valiente periodista que resulta detenida-desaparecida tras publicar un artículo acerca de las desapariciones que tuvieron lugar en la llamada noche de los lápices. Carlos se da cuenta de que el recurso más confiable que tiene para averiguar el paradero de las personas desaparecidas es su propia imaginación. Con el apoyo de su hija Teresa y su amiga Esme (María Canals Barrera), empieza una serie de reuniones en el jardín trasero de los Rueda, donde otras víctimas preguntan a Carlos qué ha sido de sus familiares. La imaginación de uno resulta ser, entonces, lo único en lo que se puede confiar para no recurrir a la desesperación.

## Datos técnicos
- Origen: España-Argentina-Gran Bretaña
- Duración original: 107 min.
- Director: Christopher Hampton
- Guion: Lawrence Thornton (novela),
Christopher Hampton
- Productor: Santiago Pozo
- Productor ejecutivo: Kirk D'Amico
- Fotografía: Guillermo Navarro
- Montaje: George Akers
- Vestuario: Sabina Daigeler
- Música: George Fenton

## Actores
- Irene Escolar (Eurydice)
- Fernando Tielve (Orfeo/Enrico)
- Héctor Bordoni (Pedro Augustín)
- Antonio Banderas (Carlos Rueda)
- Emma Thompson (Cecilia Rueda)
- Claire Bloom (Sara Sternberg)
- María Canals Barrera (Esme Palomares)
- Rubén Blades (Silvio Ayala)
- Leticia Dolera (Teresa Rueda)
- Kuno Becker (Gustavo Santos)
- Anton Lesser (General Guzmán)
- Eusebio Lázaro (Pereira)
- Luis Antonio Ramos (Policía 2)
- Carlos Kaniowsky (Rubén Mendoza, como Carlos Kaniowski)
- Stella Maris (Concepta Madrid)
- Concha Hidalgo (Abuela de Octavio Márquez)
- Ana Gracia (Hannah Masson)
- Horacio Obón (Víctor Madrid)
- Amparo Valle (Madre de Julia Obregón)
- Marzenka Novak (Sasha)
- Héctor Malamud
- Muni Seligmann (Hija de Guzmán)